# Onthophagus insignicollis
Onthophagus insignicollis är en skalbaggsart som beskrevs av Frey 1954. Onthophagus insignicollis ingår i släktet Onthophagus och familjen bladhorningar. Inga underarter finns listade i Catalogue of Life.